# Rue des Azes
La rue des Azes (en occitan : carrièra dels Ases) est une voie de Toulouse, chef-lieu de la région Occitanie, dans le Midi de la France.

## Situation et accès

### Description
La rue des Azes est une voie publique située à Toulouse. Elle se situe au cœur du quartier Saint-Étienne, dans le secteur 1 - Centre. Elle est large de 2 mètres dans ses parties les plus étroites et ne dépasse pas les 4 mètres. Elle naît perpendiculairement à la rue des Fleurs et suit un parcours presque rectiligne, orienté au nord, avant d'obliquer à l'ouest pour se terminer en débouchant place du Salin.
La chaussée compte une seule voie de circulation automobile à sens unique de la place du Salin vers la rue des Fleurs. Elle est définie comme une zone de rencontre et la vitesse y est limitée à 20 km/h. Il n'existe pas de piste, ni de bande cyclable, quoiqu'elle soit à double-sens cyclable.

### Voies rencontrées
La rue des Azes rencontre les voies suivantes, dans l'ordre des numéros croissants :
1. Rue des Fleurs
2. Place du Salin

## Odonymie
Le nom de la rue des Azes renvoie aux ânes (ases en occitan) qu'on utilisait pour la traction et le transport de marchandises et qui étaient remisés dans cette rue par les habitants et les marchands qui se rendaient à la place du Salin. Il est ancien, puisqu'on le trouvait déjà au XIIIe siècle (carraria Asinorum en latin). Il existe d'ailleurs d'autres rues qui portèrent ce nom, telles que la rue de la Hache, très proche, et la rue du Puits-Vert. Pour la distinguer, on qualifiait celle-ci de rue des Azes « près de Saint-Barthélémy », « du Château narbonnais » ou « des Fleurs »,.
En 1794, pendant la Révolution française, en 1794, la rue fut quelque temps renommée rue l'Indivisibilité – la place du Salin ayant reçu la même appellation. Ce nom ne fut cependant pas conservé,.

## Histoire

### Moyen Âge et période moderne
Au Moyen Âge, la rue des Azes dépend du capitoulat de Saint-Barthélémy. Les constructions de cette rue ne sont alors que des dépendances des maisons et des immeubles qui donnent sur les rues qui lui sont proches, la place du Salin, la grande-rue Nazareth et la rue des Fleurs. Elle sert également de lieu d'attache pour les ânes qui sont utilisés pour le transport de marchandises par les commerçants et les artisans des rues voisines : c'est de là qu'elle tient son nom de « rue des ânes ». Progressivement, une grande partie du moulon compris entre la rue des Azes, la rue des Fleurs et la place du Salin est occupé par l'hôtel de la Monnaie.
Il semble que la rue ait aussi été désignée, à la fin du XVIIIe siècle, comme la « rue de la Tour », car François Garipuy, astronome toulousain, avait placé son observatoire dans la maison qu'il possédait rue des Fleurs (actuel no 16), près de la rue des Azes.

### Époque contemporaine
En 1804, un incendie détruit en partie l'hôtel de la Monnaie de Toulouse. En 1807, c'est l'institution de la Monnaie qui est supprimée et le bâtiment perd sa première fonction. Il est, à partir de 1837, occupé par les institutions militaires, qui le transforment en caserne. Finalement, en 1857, les bâtiments de la Monnaie sont définitivement démolis, permettant d'agrandir la nouvelle place du Salin. À son emplacement sont élevées dans la deuxième moitié du XIXe siècle des constructions nouvelles de style néo-classique (no 3 à 9). En 1873, le conseil municipal se préoccupe de rouvrir la rue à la circulation la rue Bédelières et la rue des Azes, toutes les deux fermées à la circulation. C'est finalement après 1857, à la suite de la démolition de l'hôtel de la Monnaie et de l'agrandissement de la place du Salin, qu'il est décidé de la laisser complètement ouverte.